# Сидади-Университария (станция метро)
«Сида́ди-Университа́рия» (порт. Cidade Universitária) — станция Лиссабонского метрополитена. Находится в северной части города. Расположена на  Жёлтой линии (Линии Подсолнечника) между станциями «Кампу-Гранди» и «Энтри-Кампуш». Открыта 14 октября 1988 года. Название переводится с португальского как «Университетский городок», что связано с расположением вблизи Лиссабонского университета (порт. Universidade de Lisboa). С момента открытия и до 1 апреля 1993 года являлась конечной станцией Жёлтой линии.

## Описание
Станция была открыта одновременно с участком «Ларанжейраш» — «Колежиу-Милитар/Луш». Эти станции стали первыми открывшимися за 16 лет (с 18 июня 1972 года).
Строительство станции было обусловлено строительством нового кампуса Лиссабонского университета, и последующем увеличением пассажиропотока.
Станция оформлена с помощью азулежу. Художница Мария Элена Виейра да Силва создала панно «Le Métro», начатое в 1940 году Мануэлем Каргалейру под названием «Бомбоубежище» (порт. Abrigo Anti-Aéreo), изображающее людей, прячущихся в Парижском метрополитене от бомбардировки.
В дополнение к этой картине художник Арпад Сенеш разместил на станции изображения сов, как символ мудрости, и цитаты Сократа и Сезариу Верде.

Я не афинянин, не грек. Но я гражданин мира.

Сократ.
Оригинальный текст (порт.)Não sou nem ateniense, nem grego. Mas sim um cidadão do mundo.

Socrates.

## Галерея

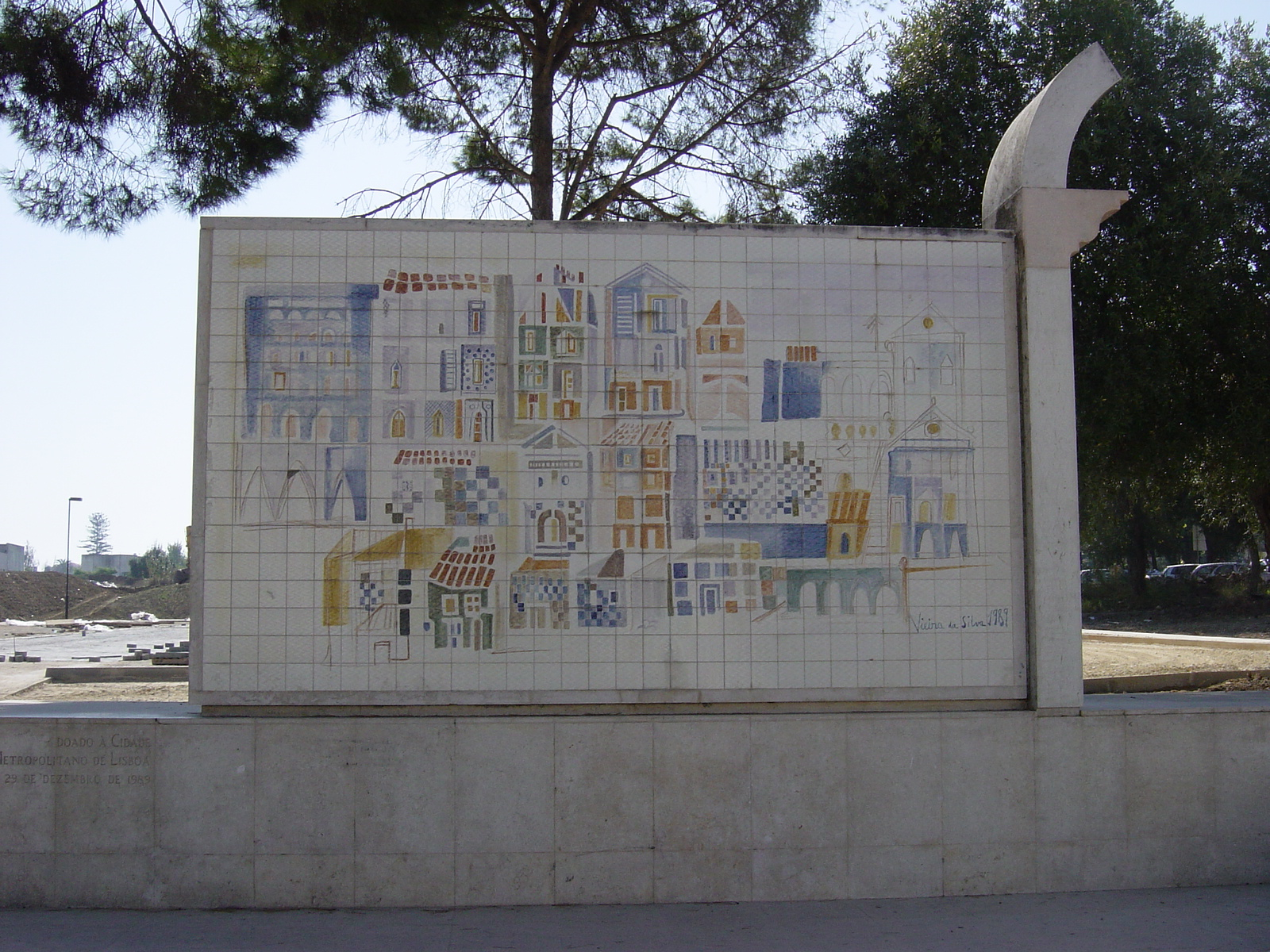
Картина перед входом на станцию
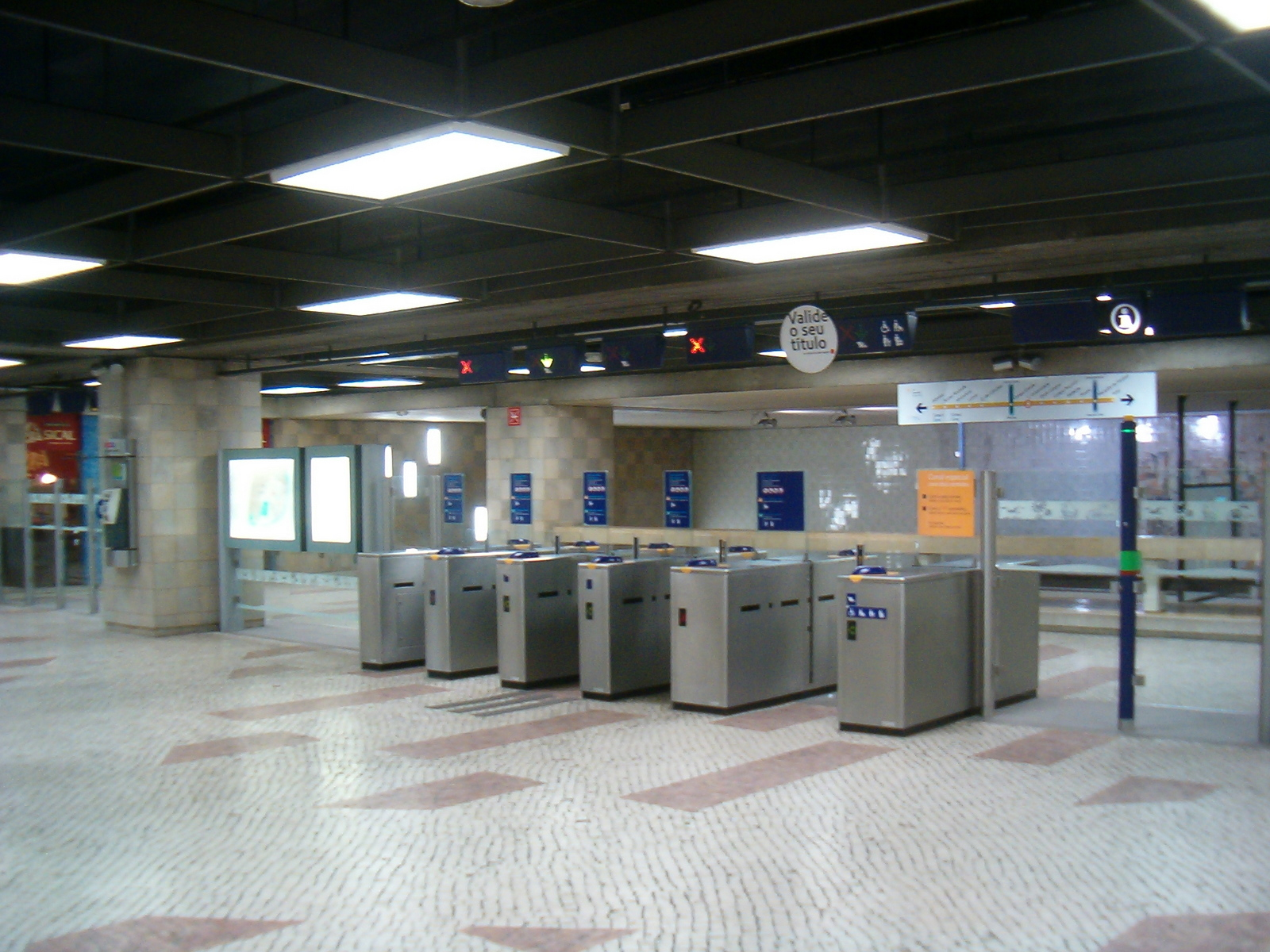
Пропускные турникеты
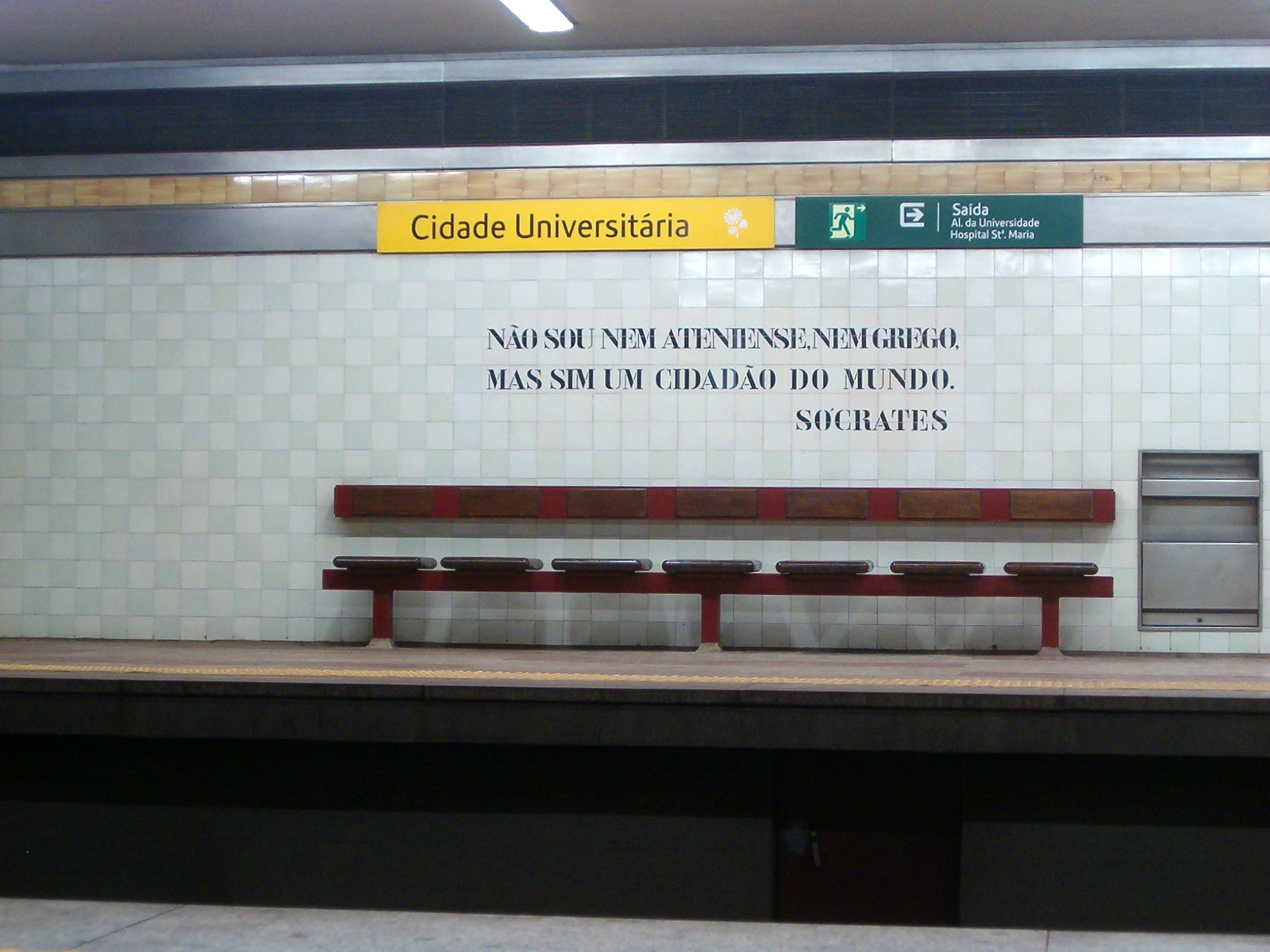
Цитата Сократа
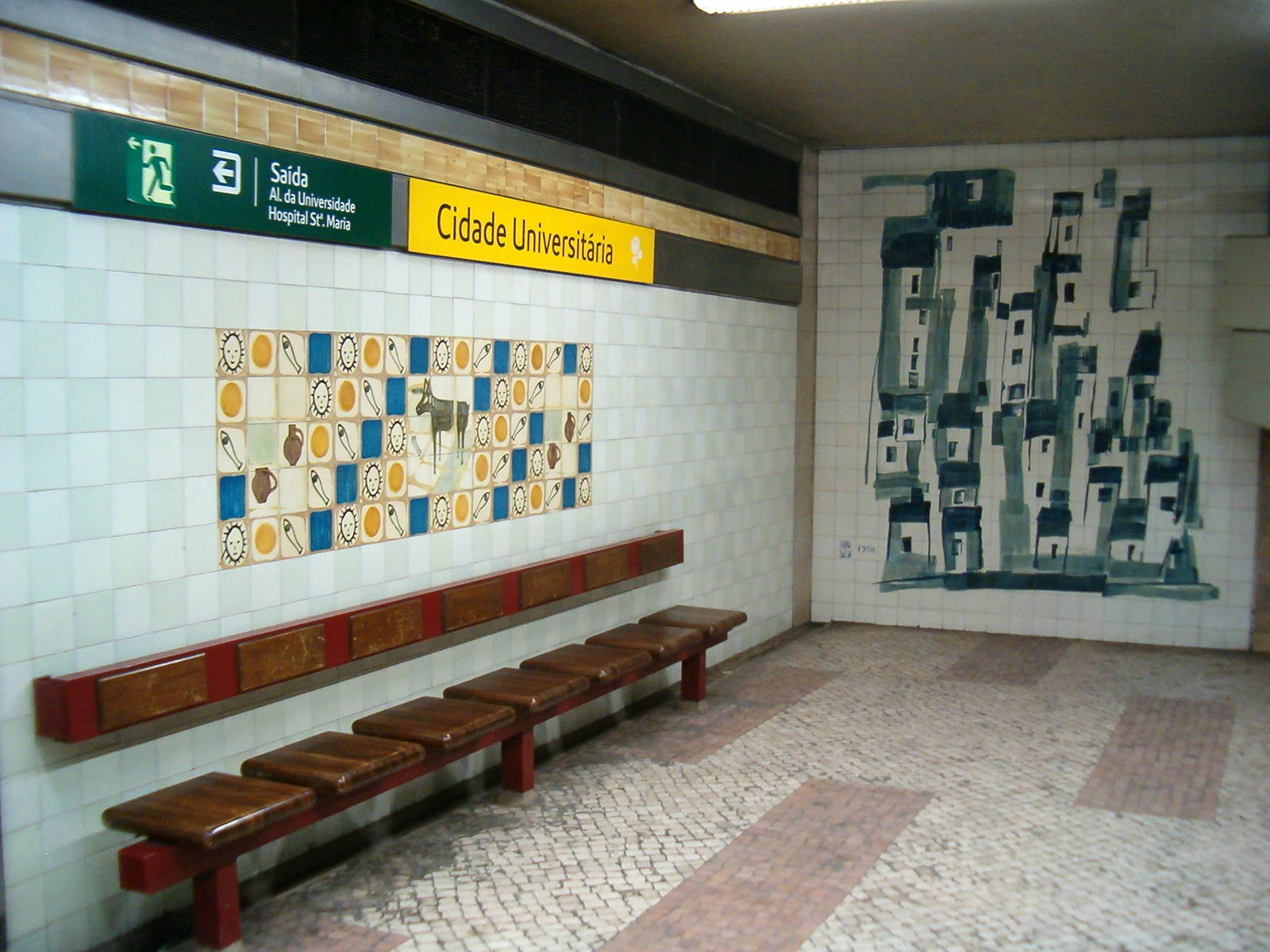
Декорация посадочной платформы
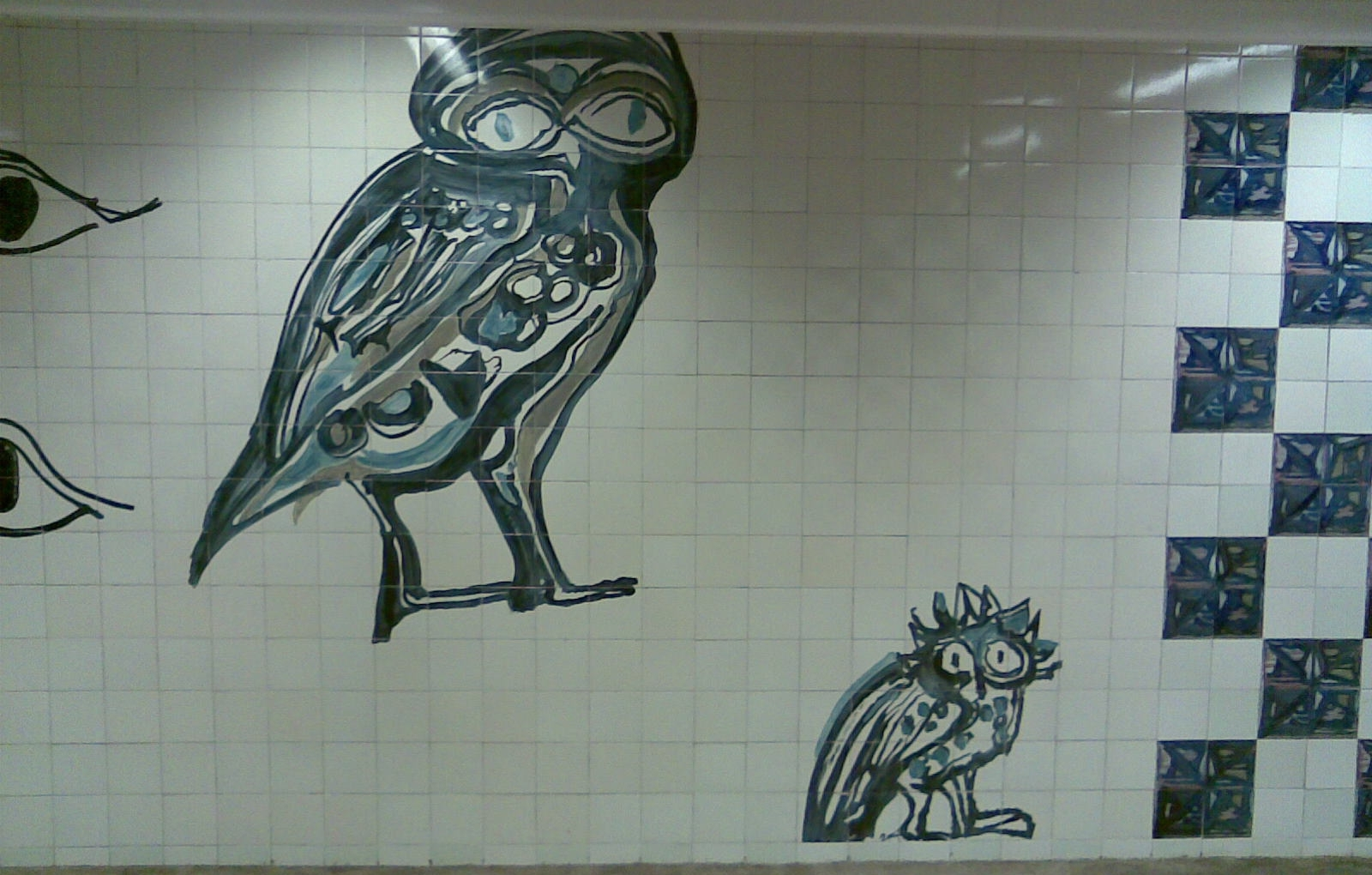
Изображения сов
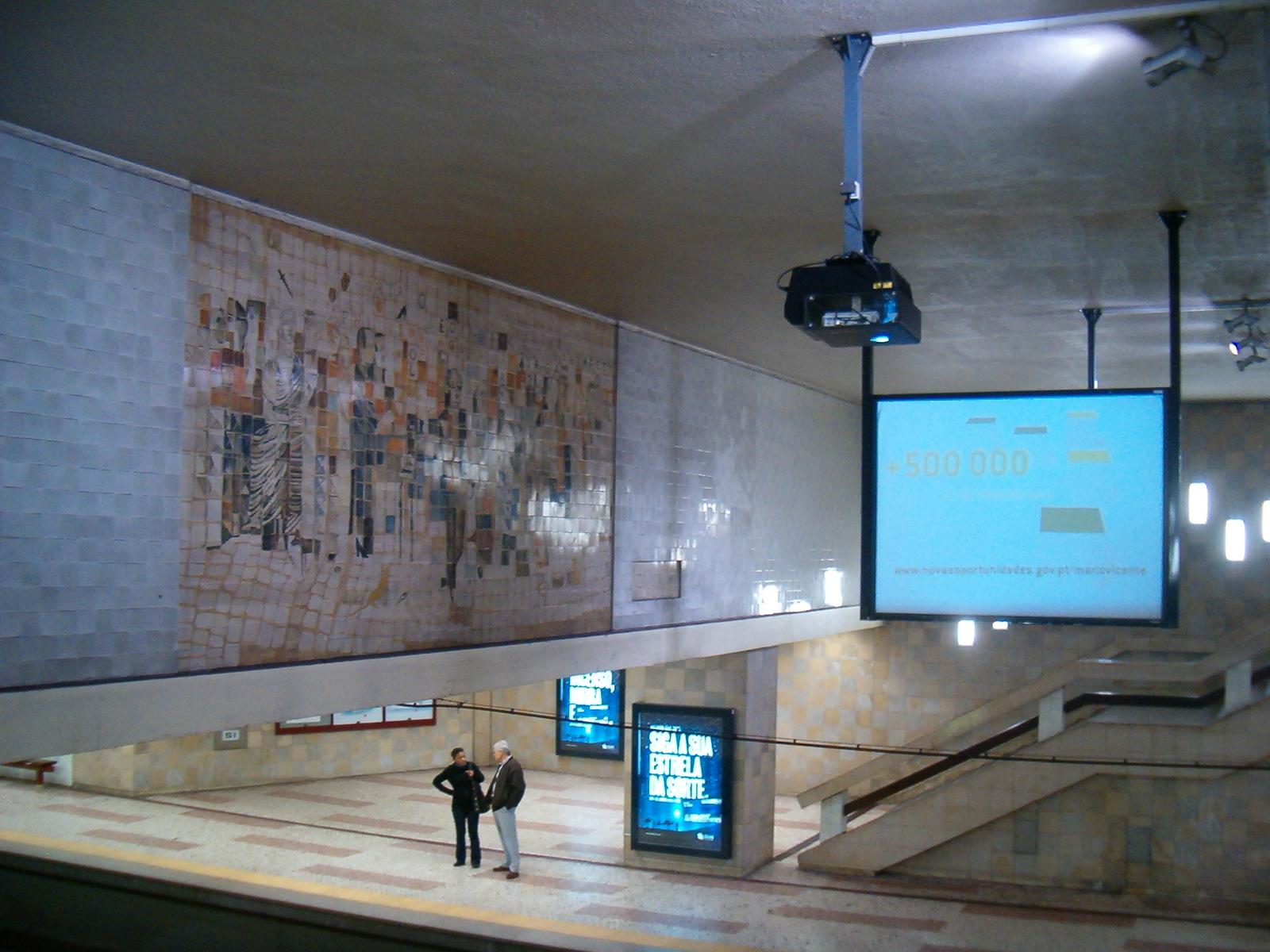
Картина «Le Métro»